# 그레이트 아메리칸 볼 파크
그레이트 아메리칸 볼 파크(Great American Ball Park)는 미국 오하이오주 신시내티에 있는 야구장이다. 미국 메이저 리그 내셔널리그에 소속된 프로야구팀 신시내티 레즈의 홈구장으로 2003년 3월 31일 개장했다. 수용인원은 4만 2271명이다. 2015년 메이저 리그 올스타전이 열린 곳이다.
| 메이저 리그 베이스볼 올스타전 개최 경기장 |                                  |           |
| 2014년                                    | 2015년 그레이트 아메리칸 볼 파크 | 2016년    |
| 타깃 필드                                 | 2015년 그레이트 아메리칸 볼 파크 | 펫코 파크 |
|                                           |                                  |           |
|                                           |                                  |           |

## 같이 보기
- 메이저 리그 베이스볼의 야구장 목록